# Ji Ting
Ji Ting (chinesisch 季婷, Pinyin Jì Tíng; * 11. Oktober 1982 in Shanghai) ist eine ehemalige chinesische Fußballspielerin und A-Nationalspielerin.

## Karriere

### Vereine
Ji spielte bereits in jungen Jahren in Shanghai Fußball, zuletzt von 2001 bis 2006, zunächst für Shanghai Zhongyuan Huili und anschließend – nach erfolgter Namensänderung – für Shanghai International.

### Nationalmannschaft
Ji bestritt für den CFA in drei Jahren (außer im Jahr 2006) 36 Länderspiele, in denen sie fünf Tore erzielte. Im Spieljahr 2004 bestritt mit 14 Länderspielen die meisten und debütierte am 30. Januar 2004 beim 2:1-Sieg über die Nationalmannschaft Kanadas im ersten von drei Spielen des Vier-Nationen-Turniers. Nach ihrem ersten in Freundschaft ausgetragenen und mit 1:0 gewonnenen Länderspiel gegen die Nationalmannschaft Tschechiens am 7. März 2004 in Schwandorf, folgten mit dem letzten Spiel der Gruppe B (0:0 vs. Norwegen) und dem Spiel um Platz 5 (4:5 i. E. vs. Schweden) zwei Spiele im Turnier um den Algarve-Cup.
Danach bestritt sie an fünf Tagen im April Qualifikationsspiele für die Teilnahme am olympischen Fußballturnier 2004; dabei gelang ihr am 22. April 2004 in Hiroshima, beim 3:0-Sieg über die Nationalmannschaft Südkoreas, mit dem Treffer zum Endstand in der Nachspielzeit ihr erstes A-Länderspieltor. Am 11. und 14. August wurde sie in zwei Spielen der Gruppe F eingesetzt und erzielte nach der 0:8-Niederlage gegen die Nationalmannschaft Deutschlands, das Ausgleichstor in der 34. Minute beim 1:1-Unentschieden gegen die Nationalmannschaft Mexikos in Athen. Davor wurde sie noch am 1. Juli und 2. August in zwei „Olympia-Vorbereitungsspielen“ (1:1 vs. Thailand in Qinhuangdao, 1:3 vs. USA in Shenyang) eingesetzt.
Im Spieljahr 2005 bestritt sie elf Länderspiele, darunter das erste und dritte Spiel im Vier-Nationen-Turnier, zwei im Turnier um den Algarve-Cup (1. Spiel Gruppe A und Spiel um Platz 7), jeweils zwei Freundschaftsspiele im Februar (0:0 und 1:1 vs. Dänemark) und im Juli (1:2 und 2:0 vs. Australien) sowie alle drei Spiele bei der Premiere um die Ostasienmeisterschaft.
Im Spieljahr 2007 bestritt sie erneut elf Länderspiele – allesamt in Freundschaft ausgetragenen, von denen acht gewonnen und zwei verloren wurden. Ihren letzten Einsatz als Nationalspielerin hatte sie am 23. August 2007 in Shanghai beim 6:0-Sieg über die Nationalmannschaft Vietnams mit Einwechslung für Han Duan in der 70. Minute.

## Erfolge
- Vier-Nationen-Turnier-Siegerin: 2005